# エトナ級防護巡洋艦
| エトナ級防護巡洋艦                     | エトナ級防護巡洋艦 |
| -------------------------------------- | --- |
| 1890年代に撮影された竣工時の「エトナ」 | |
| 艦級概観                               | |
| 艦種                                   | 防護巡洋艦 |
| 艦名                                   | 山名 |
| 前級                                   | ジョバンニ・ボザン |
| 次級                                   | ドガリ |
| 性能諸元                               | |
| 排水量                                 | 常備 エトナ：3,538トン ストロンボリ：3,450トン ヴェスヴィオ：3,427トン 満載 エトナ：3,950トン ストロンボリ：3,820トン ヴェスヴィオ：3,797トン |
| 全長                                   | 91.4m |
| 垂線長                                 | 86.4m |
| 全幅                                   | 13.2m |
| 吃水                                   | 常備：5.8m 満載：6.2m |
| 機関                                   | アンサルド式石炭専焼円缶4基 +アンサルド式横置型二段膨張二気筒レシプロ機関2基2軸推進 |
| 最大出力                               | エトナ：7,480hp ストロンボリ：6,252hp ヴェスヴィオ：6,820hp |
| 最大速力                               | エトナ：17.8ノット ストロンボリとヴェスヴィオ：17.0ノット |
| 航続距離                               | 10ノット/5,000海里 |
| 燃料                                   | 石炭：630トン |
| 乗員                                   | 士官：12名 水兵：296名 |
| 兵装                                   | アームストロング 25.4cm（20口径）単装砲2基 アームストロング 15.2cm（33口径）単装砲6基 オチキス 5.7cm（40口径）単装速射砲5基 オチキス 3.7cm（33口径）5連装回転式機砲5基 35.6cm水上魚雷発射管単装2門 35.6cm水中魚雷発射管単装1門 1907年 エトナ：アームストロング 15.2cm（40口径）単装速射砲4基 アームストロング 12cm（40口径）単装速射砲2基 ヴェスヴィオ：アームストロング 15.2cm（40口径）単装速射砲8基 |
| 装甲                                   | 甲板：38mm（主甲板） 主砲防楯：51mm 司令塔：12.5mm |

エトナ級防護巡洋艦 (Classe Etna) とはイタリア海軍が第一次世界大戦前に建造した防護巡洋艦の艦級で初の国産防護巡洋艦である。艦名はエトナ山・ストロンボリ山・ヴェズーヴィオ山に因む。

## 概要
本級はアドリア海を挟んで対峙するオーストリア＝ハンガリー帝国海軍の防護巡洋艦に対抗して建造された艦級である。艦形はジョバンニ・ボザンの改良型で若干排水量が大型化された。

## 艦形

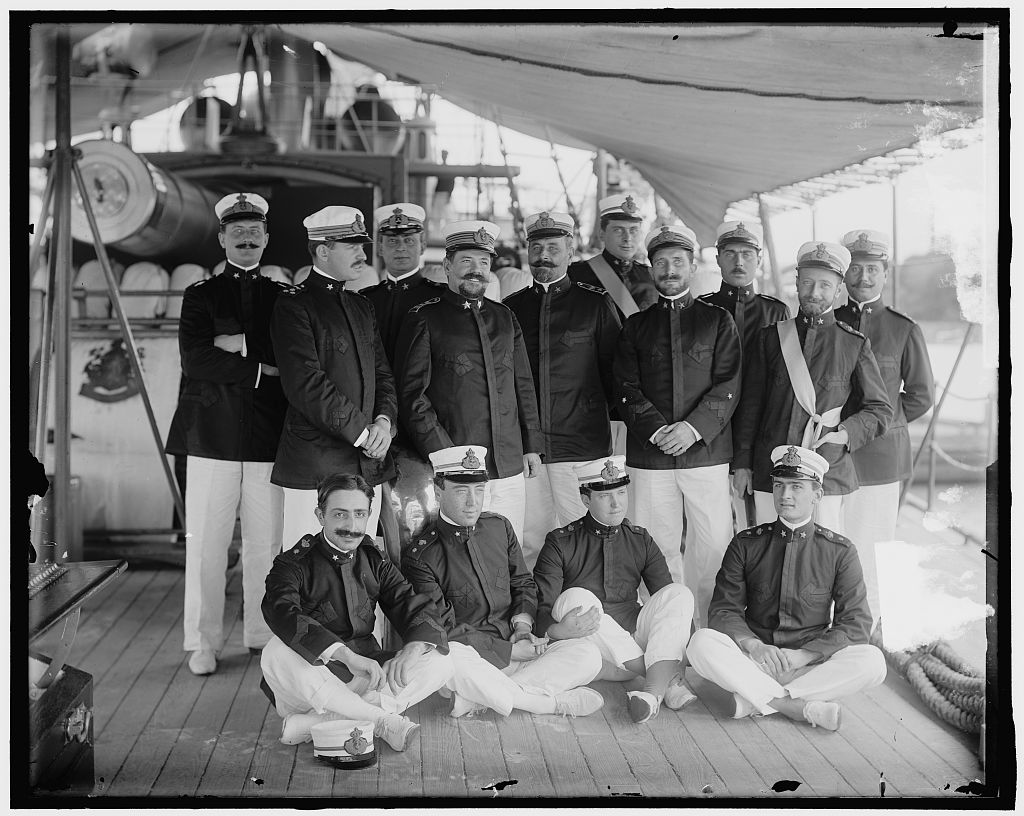
1900年代に後部甲板上で撮影された「エトナ」の乗員たち。後方に砲口栓が填められた25.4cm主砲が見える。

船体形状は小型の船体に準戦艦級の主砲を積む関係から水面から乾舷が低い平甲板型船体となっており、同時期にイギリスで建造された大日本帝国海軍の防護巡洋艦「浪速型」に似た艦容である。
艦の構造を前部から記述すると、水面下に衝角の付き、水線部に35.6cm水中魚雷発射管の付く艦首、主砲の25.4cm単装砲は基部のみ装甲で覆う露砲塔に1基が配置され、その後方に2本のヤードに挟まれた見張り所を持つ単脚式の前部マストが立つ。その後方に両脇に船橋を持つ操舵艦橋が配置され、船体中央部に2本煙突が立つ。その周囲には煙管型の通風塔が立ち並び、空いた場所は艦載艇置き場となっており、艦載艇は2本1組のボート・ダビットが片舷2組で計4組により運用された。
左右の舷側に張りだしが設けられ、そこに副砲である15.2cm速射砲が防盾の付いた単装砲架で等間隔に片舷3基ずつ計6基が配置された。後部マストと後部見張所で上部構造物が終了し、その下の後部甲板上に2番主砲塔が1基配置された。

1909年に撮影された近代化改装後の「エトナ」。

1907年に3番艦「ストロンボリ」が除籍された後に「エトナ」と「ヴェスヴィオ」は近代化改装されて練習艦に類別された。船体は再建造され、舷側は大きく嵩上げされて反り返りが付いた事により乾舷が高くなった。艦橋は前方に移動されて前部マストの基部となった。武装は全て速射砲に一新され、「エトナ」は15.2cm単装速射砲を舷側部に片舷2基ずつ計4基、12cm単装速射砲を前後甲板上に1基ずつ計2基であったが「ヴェスヴィオ」は全て15cm単装速射砲8基に統一していた。

## 主砲、その他部装
主砲はアームストロング社製「25.4cm（30口径）ライフル砲」を採用した。この砲をフード付き露砲塔に収めた。バーベットの装甲は厚さ51mmで砲身の装填・回転機構を覆っていた。砲身の旋回角度は240度であった。
副砲として「15.2cm（33口径）速射砲」を単装砲架で6基、近接戦闘用にフランスのオチキス社製「5.7cm（40口径）速射砲」を5基、3.7cm（23口径）5連装ガトリング砲を5基搭載した。他に対艦攻撃用に艦首水面部に35.6cm水中魚雷発射管を1基と35.6cm水上魚雷発射管を2門装備した。

## 同型艦
- エトナ（Etna）

1884年1月19日にカステラマーレ造船所にて起工、1885年9月26日進水、1887年12月3日竣工、1905～1907年近代化改装、1914年9月にタラント港湾防備艦に類別後にイタリア艦隊司令部として使用。1921年5月15日に除籍後解体処分。
- ストロンボリ（Stromboli）

1884年8月31日にヴェネチア造船所にて起工、1886年2月14日進水、1888年3月21日竣工、1907年に除籍後解体処分。
- ヴェスヴィオ（Vesuvio）

1884年7月10日にカステラマーレ造船所にて起工、1888年8月30日進水、1887年12月3日竣工、1905～1907年近代化改装、1915年に除籍後解体処分。

## 参考図書
- 「世界の艦船増刊 イタリア巡洋艦史」（海人社）
- 「Conway All The World's Fightingships 1860-1905」（Conway）